# کامیکس فرانسوی-بلژیکی
کامیکس فرانسوی-بلژیکی (فرانسوی: Bande dessinée franco-belge‎) (هلندی: Franco-Belgische strip) کمیک‌هایی هستند که از سوی مصورنگاران بلژیکی و فرانسوی خلق شده‌اند. از مشهورترین کمیک‌های فرانسوی می‌توان به ماجراهای تن‌تن اثر هرژه، لوک خوش‌شانس (لوک بی‌باک) اثر موریس و ماجراهای آستریکس اثر آلبر اودرزو اشاره کرد.

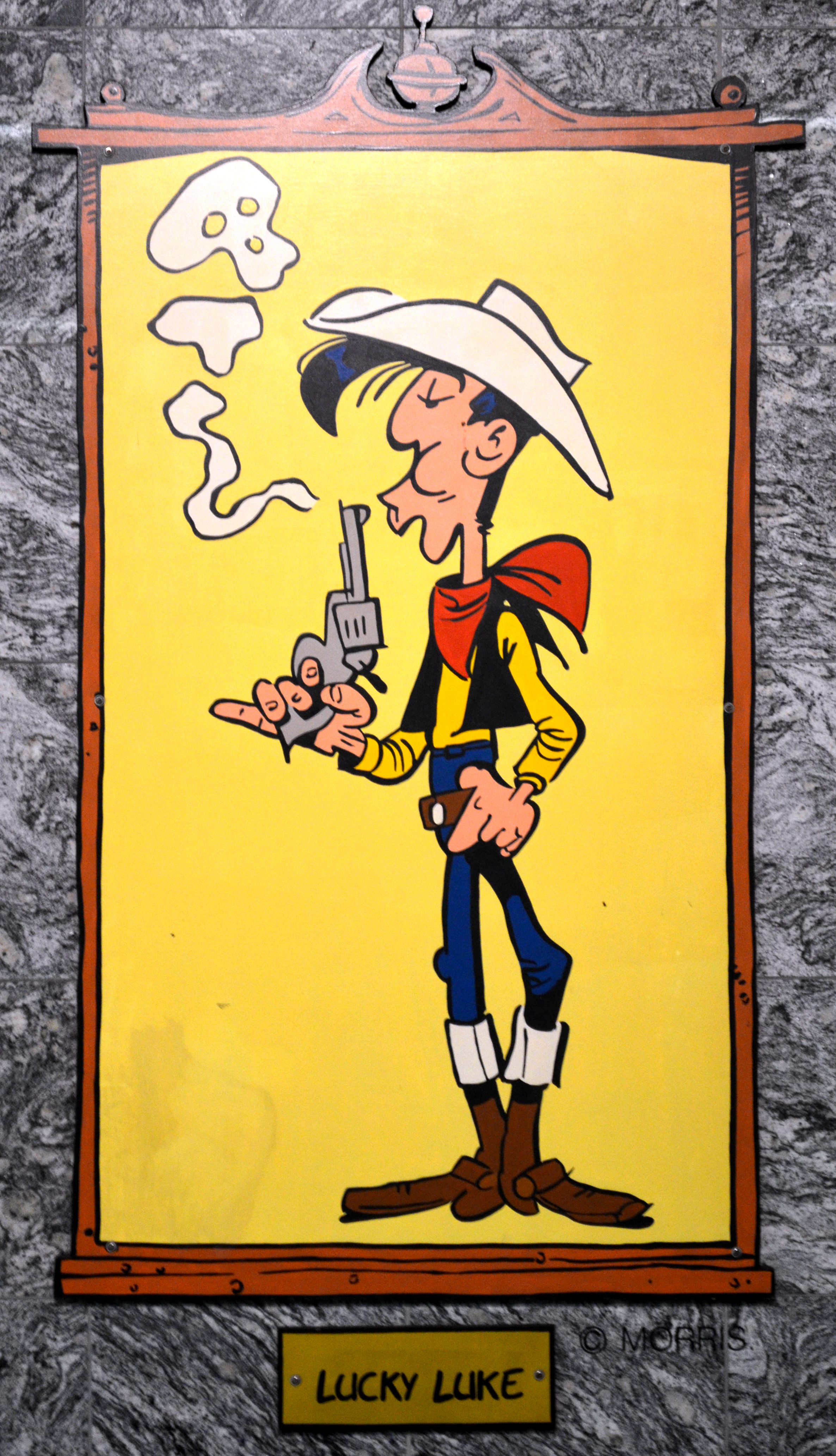
عکس طراحی شده از لوک خوش‌شانس در مترو (ایستگاه جانسون)، بلژیک